# Marc Aymon
Marc Aymon est un chanteur suisse de variété française né le 3 juin 1982 à Sion. Il est originaire du village d'Icogne, en Valais.

## Biographie
À l'âge de 14 ans, il commence à donner des concerts seul à la guitare[réf. nécessaire].
En 1998, avec quelques amis de la région, il fonde le groupe Mistral et se produit dans tout le canton du Valais. Mistral va notamment jouer lors du Festival Off des Francofolies de Nendaz en 2001[réf. nécessaire]. Un CD 4 titres est réalisé.
À fin 2001, le groupe est dissous, certains membres n'étant pas prêts à se consacrer entièrement à la musique. Lors du concert d'adieu au théâtre Interface à Sion, un DVD est réalisé, mais ne sera jamais commercialisé.
En 2002, Marc Aymon décide de reprendre la route avec le répertoire de Mistral, et de nouvelles compositions personnelles. Il commence par donner une série de concerts en duo avec Samuel Morard. Il va également se produire pour quelques dates en Belgique.
Le chanteur valaisan Dominique Savioz lui permet de réaliser un CD 2 titres avant de commencer le travail sur un premier album L'Astronaute qui sortira le 19 janvier 2006. Pour l'une des chansons de cet album : "Des hommes à la mer", le chanteur vaudois Pascal Auberson prête son concours.
S'ensuit une tournée de plus de 40 dates, dont notamment la première partie du concert de Lou Reed au Caprices Festival et un concert sous la Club Tent du Paléo, le plus grand festival musical de Suisse. La plupart du temps, il se produit avec 3 musiciens, Patrick Dufresne à la batterie, Philippe Demont à la guitare et Christian Gapany, puis Denylson Patti à la basse.
En 2007 et 2008, Marc Aymon revient souvent à la formule acoustique, seul avec sa guitare, et donne de nombreux concerts. Il joue en première partie de Thomas Fersen, de Glen of Guinness et de Renan Luce, et collabore au gré des occasions avec Thierry Romanens, K, Jérémie Kisling, et d'autres encore.
Au début 2009, Marc Aymon finit l'enregistrement de son second album Un amandier en hiver. Il recrute de nouveaux musiciens, Julien Revilloud à la basse et claviers et Sacha "Love" Ruffieux aux guitares, en gardant auprès de lui le batteur et multi instrumentiste Patrick Dufresne. Sur ce second album figure notamment un duo avec l'artiste breton Monsieur Roux, sur la chanson "Le coup parfait", coécrite lors d'un stage au Québec.
Au printemps 2012, accompagné de sa guitare, il décide de traverser les États-Unis. De ces rencontres, il rapporte dans ses bagages de quoi enregistrer un nouvel album, intitulé "Marc Aymon", qu'il va mettre sous toit à Nashville. Le vernissage a lieu du 20 au 22 septembre 2012 à Sion, puis le 27 septembre à Lausanne.

## Événements notables

### Distinctions
- 2003 : Découverte Suisse des Nuits de Champagne
- 2004 : Prix du public et du jury aux découvertes du Théâtre du Dé
- 2007 : Prix des professionnels de la Fondation BEA
- 2009 : Parrain du concours New talent pour le Caprices Festival

### Festivals
- Paléo Festival Nyon
- Nuits de Champagne (Troyes)
- Les Francomanias (Bulle)
- Festival de la Cité (Lausanne)
- Festival Entre-Deux (Pully)
- Fiesta (Payerne)
- Festival Terre des Hommes (Massongex)
- FestiVenoge Cool'Hisse (Penthalaz)
- Fête de la Terre (Lausanne)
- Festives au Caval (Echandens)
- Festival Aftersky (Ovronnaz)
- Foire du Valais (Martigny)
- Red Pigs Festival (Payerne)

### Autres salles
- Théâtre de Beausobre (Morges)
- Les Docks (Lausanne)
- Théâtre du Crochetan (Monthey)
- Théâtre du Martolet (Saint-Maurice)
- Théâtre de Valère (Sion)
- L'Echandole (Yverdon-les-Bains)
- L'Esprit Frappeur (Lutry)
- Caveau Le Chapeau (Cheseaux sur Lausanne)
- Le Bilboquet (Fribourg)
- Rocking Chair (Vevey)
- L'Usine à Gaz (Nyon)
- La Trappe (Bex)
- La Grenette (Vevey)
- Hameau-Z'Arts (Payerne)